# Parablastomeryx
Parablastomeryx  is een geslacht van uitgestorven muskusherten dat leefde tijdens het Mioceen in Noord-Amerika.

## Fossiele vondsten
Het geslacht Parablastomeryx omvat twee soorten. De typesoort P. gregorii is bekend van fossiele vondsten in de Amerikaanse staten Florida, Nebraska en North Dakota. Deze fossielen dateren uit de North American Land Mammal Ages Hemingfordian, Barstovian en Clarendonian. P. floridanus was een endemische soort uit Florida die tijdens het Hemingfordian leefde. Fossiel materiaal dat niet tot op soortniveau beschreven kon worden, is gevonden in de Canadese provincie Saskatchewan, de Amerikaanse staat Oregon.
Parablastomeryx is tevens bekend uit de Culebra-kloof in het bekken van het Panamakanaal. In Panama leefde Parablastomeryx samen met de kleine verwant Machaeromeryx en de twee uitgestorven muskusherten maken deel uit van de 'Centenario Fauna' uit het Vroeg-Hemingfordian (19,1 - 18,8 miljoen jaar geleden).

## Kenmerken
Parablastomeryx is het grootst bekende muskushert uit de onderfamilie Blastomerycinae met een berekend gewicht van 15,15 tot 17,76 kilogram. Dit gewicht komt overeen met dan van de grotere exemplaren van het hedendaagse muskushert (Moschus moschiferus). Parablastomeryx had veel primitieve kenmerken wat betreft lichaamsbouw en gebit. De leefwijze was vermoedelijk hetzelfde als moderne muskusherten, foeragerend in dichte vegetatie langs rivieroevers en in struikgewas. Parablastomeryx was een grazer en knabbelaar.